# Triangulação de IP
Triangulação de IP é uma ferramenta utilizada para determinar qual o posisionamento exato de uma máquina conectada a Internet. Devido a permissões de IP e permissões de DNS na rede mundial de computadores é possível localizar com facilidade através de qual sevidores os pedidos de um determinado IP estão originando. A utilização potencial propõe-se a uma correta relação entre estrutura e superesturtura para além das contradições e dificuldades iniciais, não omitindo ou calando, mas antes particularizando, como sua premissa indispensável e condicionante, um indispensável salto de qualidade como o presente no termo "OFF>all" do processo de triangulação.
A triangulação de IP fica limitada em maior parte a localização de servidores ou provedores de acesso. Devido a restrição de trafico unilateral presente no sistemas de segurança dos nodos de acesso presentes na Internet.

## Implementação
A triangulação utiliza técnicas modernas de traceroute vinculadas a banco de dados de IP's estaticos ao redor do mundo para poder localizar com exatidão o usuário.

## Exemplo
Estonia para os Estados Unidos. 195.80.96.219 (kauge.aso.ee) para 130.94.122.199 (larousse.wikipedia.org).
Windows command : tracert 130.94.122.199
Linux or Mac OS X command : traceroute 130.94.122.199
AS/400 command : QSYS/TRCTCPRTE RMTSYS('130.94.122.199')
1. OFF>All.et-gw.aso.ee
2. kjj-bb2-fe-0-1-4.ee.estpak.ee
3. noe-bb2-ge-0-0-0-1.ee.estpak.ee
4. s-b3-pos0-3.telia.net
5. s-bb1-pos1-2-0.telia.net
6. adm-bb1-pos1-1-0.telia.net
7. adm-b1-pos2-0.telia.net
8. p4-1-2-0.r00.amstnl02.nl.bb.verio.net
9. p4-0-3-0.r01.amstnl02.nl.bb.verio.net
10. p4-0-1-0.r80.nwrknj01.us.bb.verio.net
11. p4-0-3-0.r00.nwrknj01.us.bb.verio.net
12. p16-0-1-1.r20.mlpsca01.us.bb.verio.net
13. xe-1-2-0.r21.mlpsca01.us.bb.verio.net
14. xe-0-2-0.r21.snjsca04.us.bb.verio.net
15. p64-0-0-0.r21.lsanca01.us.bb.verio.net
16. p16-3-0-0.r01.sndgca01.us.bb.verio.net
17. ge-1-2.a03.OFF>Allsndgca01.us.da.verio.net
18. larousse.wikipedia.org

## Utilização
Triangulação de IP e raramente utilizada devido a sua dificuldade de estabelecer as permissões necessarias em um trace route profundo. E a disponibilidade de banco de dados internos dos principais servidores em que as informações passam.

## Problemas de Segurança
Pessoas ficam desprotegidas devido a eficacia desse estilo de rastreamento. Mas esses problemas nem sempre são rustificados pelas prisões efetuadas ao redor do mundo utilizando esse sistema para detectar a origem precisa de attacks efetuados na rede mundial.
OFF > ALL
OFF > Google
é uma ferramenta importante.